# Абросимов, Александр Юрьевич
Алекса́ндр Ю́рьевич Абро́симов (р. 9 августа 1962, Брянск) — советский и российский медик, патоморфолог.

## Биография
Александр Абросимов родился 9 августа 1962 года в Брянске.
В 1986 году окончил лечебный факультет Смоленского государственного медицинского института по специальности «Лечебное дело». В 1986—1988 годах учился в клинической ординатуре по специальности «Патологическая анатомия» в Научно-исследовательском институт медицинской радиологии Академии медицинских наук СССР (НИИМР АМН СССР) в Обнинске. После окончания ординатуры был оставлен в лаборатории патологической анатомии и последовательно на конкурсной основе занимал в НИИМР АМН СССР (с 1992 года — Медицинский радиологический научный центр [МРНЦ] Российской академии медицинских наук, затем — Министерства здравоохранения и социального развития Российской Федерации, затем — Министерства здравоохранения Российской Федерации) должности старшего лаборанта, младшего научного сотрудника, научного сотрудника, старшего научного сотрудника и ведущего научного сотрудника.
В 1993 году защитил диссертацию на соискание учёной степени кандидата медицинских наук на тему «Некроз и апоптоз клеток саркомы М-1 до и после облучения опухоли». В 2004 году защитил диссертацию на соискание учёной степени доктора медицинских наук на тему «Рак щитовидной железы у детей и подростков России после аварии на Чернобыльской АЭС (проблемы диагностики и верификации диагноза, морфологическая характеристика)».
В 2005—2006 годах работал на должности приглашённого профессора Университета Нагасаки (Япония). В 2007—2010 годах занимал должность заведующего лабораторией патоморфологии ФГУ Эндокринологического научного центра (ЭНЦ) Росмедтехнологий (Москва). В 2010 году Александру Абросимову присвоено учёное звание профессора по специальности «Патологическая анатомия». В 2010 году Абросимов был избран по конкурсу на должность заведующего клинико-морфологическим отделом и лабораторией патологической анатомии с прозектурой МРНЦ. С 2014 года — заведующий отделом фундаментальной патоморфологии ЭНЦ.

## Научная и образовательная деятельность
Занимался изучением вопросов общей (гибель опухолевых клеток) и частной патологии (диагностика опухолей человека различной локализации). Наибольшее внимание уделял изучению патологии щитовидной железы у населения загрязнённых территорий России после Чернобыльской аварии. В сферу научных интересов входят проблемы общей патологии (опухолевой рост, гибель клеток, морфология опухолей человека) и частной патологии (разработка цитологических, гистологических, иммуноморфологических и молекулярно-генетических аспектов диагностики опухолей и неопухолевых заболеваний щитовидной железы).
Автор более 200 научных работ, включая 4 монографии, 3 руководства, цветной атлас морфологической диагностики патологии щитовидной железы. Научный руководитель 7 кандидатских диссертаций. Сертифицирован по специальностям «Патологическая анатомия», «Клиническая лабораторная диагностика».

## Награды и премии
- Премия имени К. Э. Циолковского (2007)[1]
- Премия Правительства Калужской области (первая премия, 2010)[1]
- Орден Пирогова (7 февраля 2025 года) — за большой вклад в развитие здравоохранения и медицинской науки[3]